# Église Saint-Pastour de Queyssel
L'église Saint-Pastour est une église catholique située sur le territoire de la commune de Lauzun, en France.

## Localisation
L'église est située dans le département français de Lot-et-Garonne, au lieu-dit Queyssel, sur le territoire de la commune de Lauzun.

## Historique
L'église Saint-Pastour et le prieuré dépendaient de l'abbaye de La Sauve-Majeure mais sa construction a été commencée en 1078 à la demande de l'évêque de Périgueux Guillaume de Montbrun. Les moines de l'abbaye terminent la construction. L'église est à nef unique, terminée par une grande abside et pourvue d’un transept, dans les croisillons duquel s'ouvrent des absidioles orientées. Elle a été agrandie au XIIe siècle. La nef à clocher-mur a été réalisée au plus tôt au XIIIe siècle.
Des remaniements seront réalisés au XVIIe siècle et portent, entre autres, sur la portail ouest, et le sommet du clocler-mur et les baies.
L'église en totalité, avec le portail et le mur de son cimetière sont inscrits au titre des monuments historiques le  3 septembre 2012.

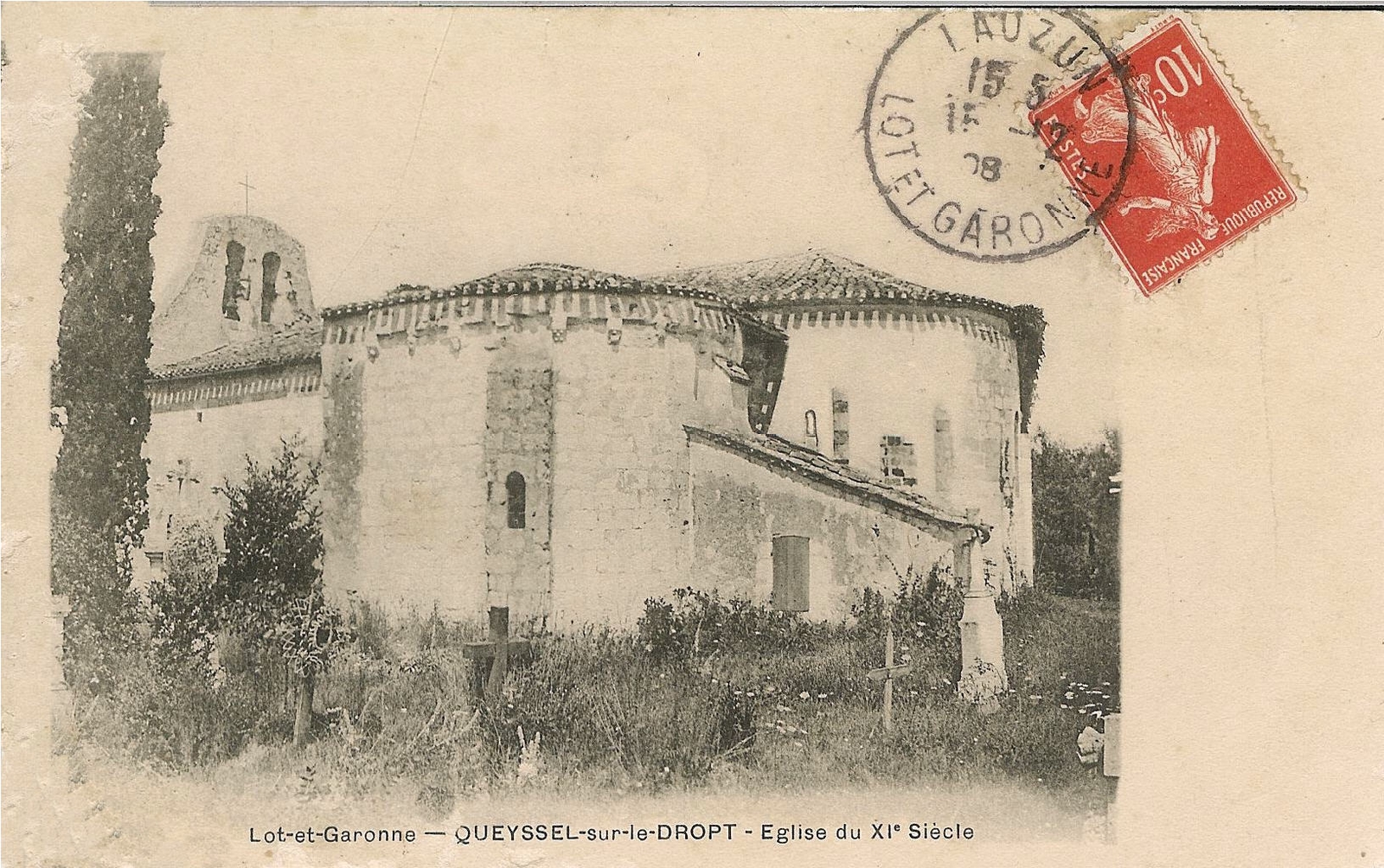
Eglise Saint-Pastour de Queyssel - Carte postale de 1908.

La carte postale ci-contre montre qu'au début du XXè siècle, l'église possédait une sacristie aujourd-hui disparue à l'arrière  de l'absidiole sud.
 Les modillons semblent en bien meilleur état qu'actuellement.

### Galerie

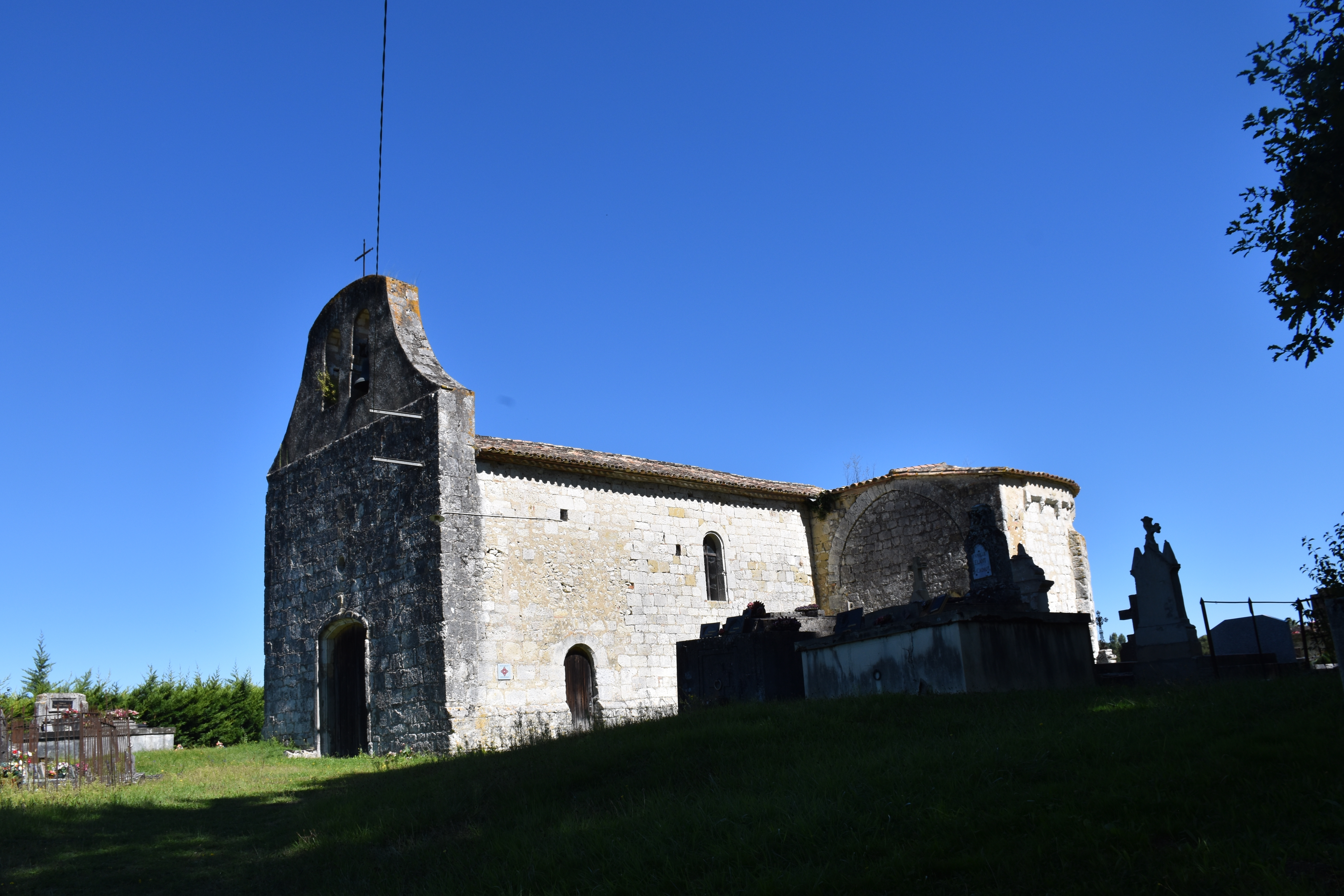
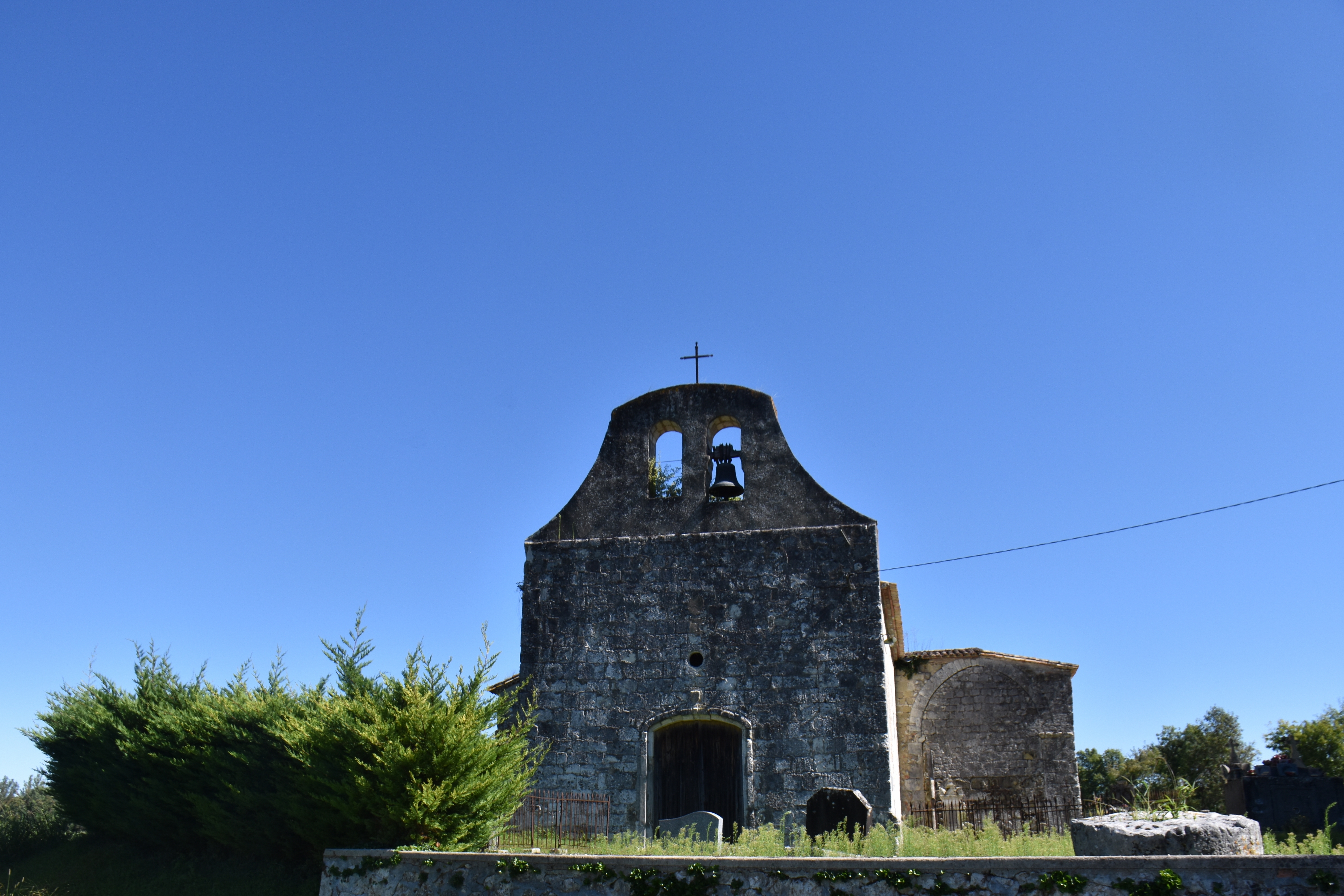
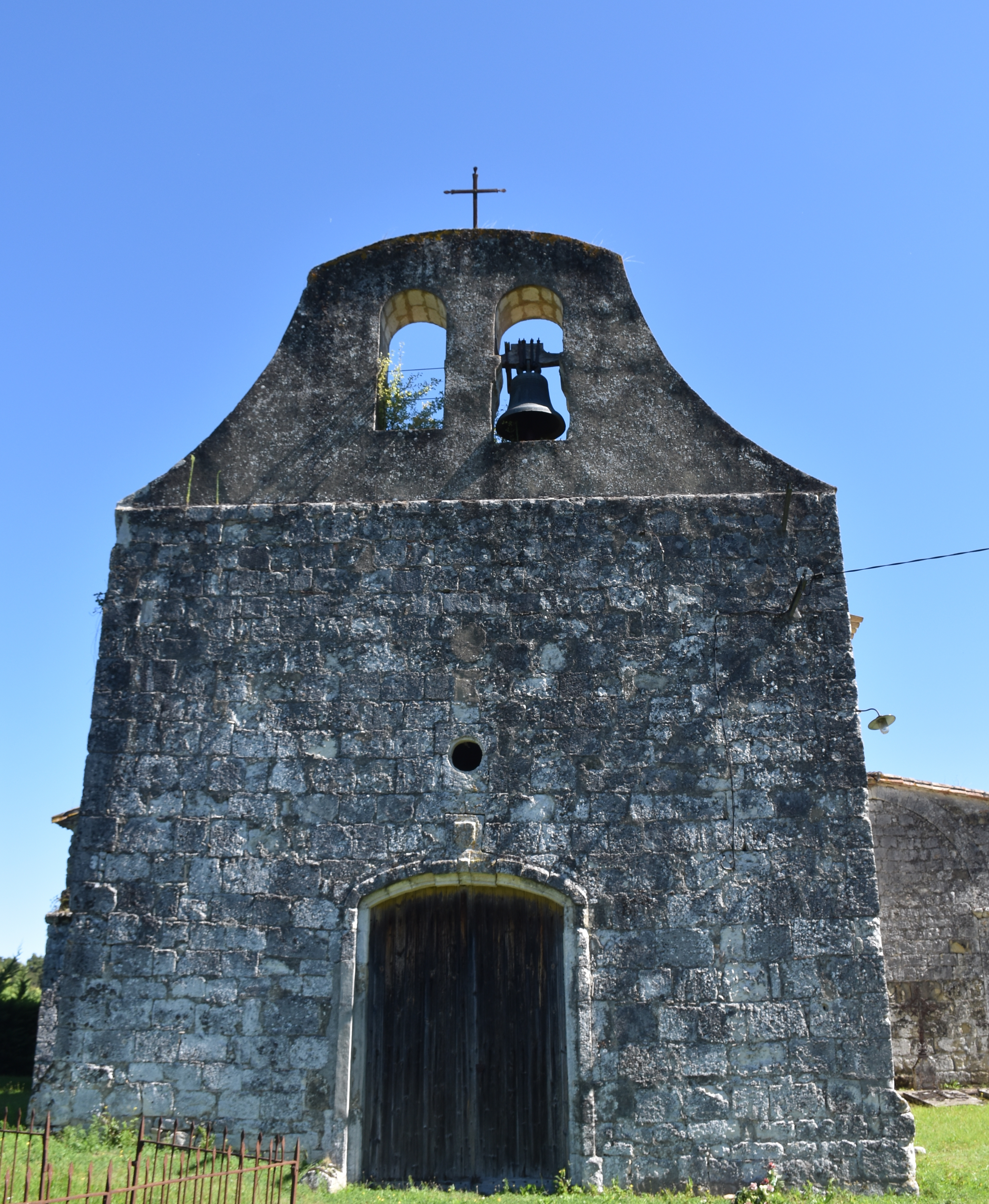
La façade percée de  deux baies campanaires.
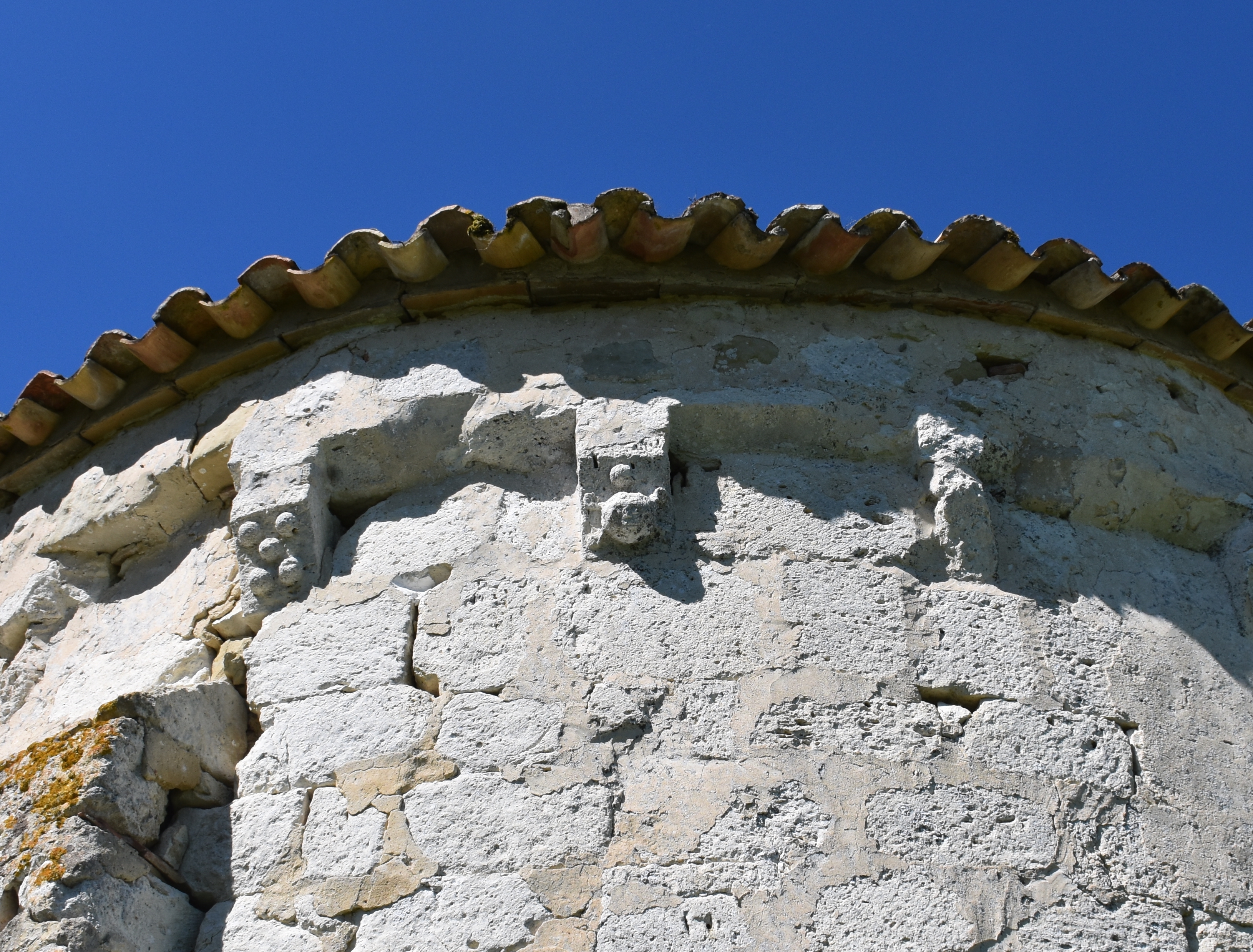
Traces de modillons.
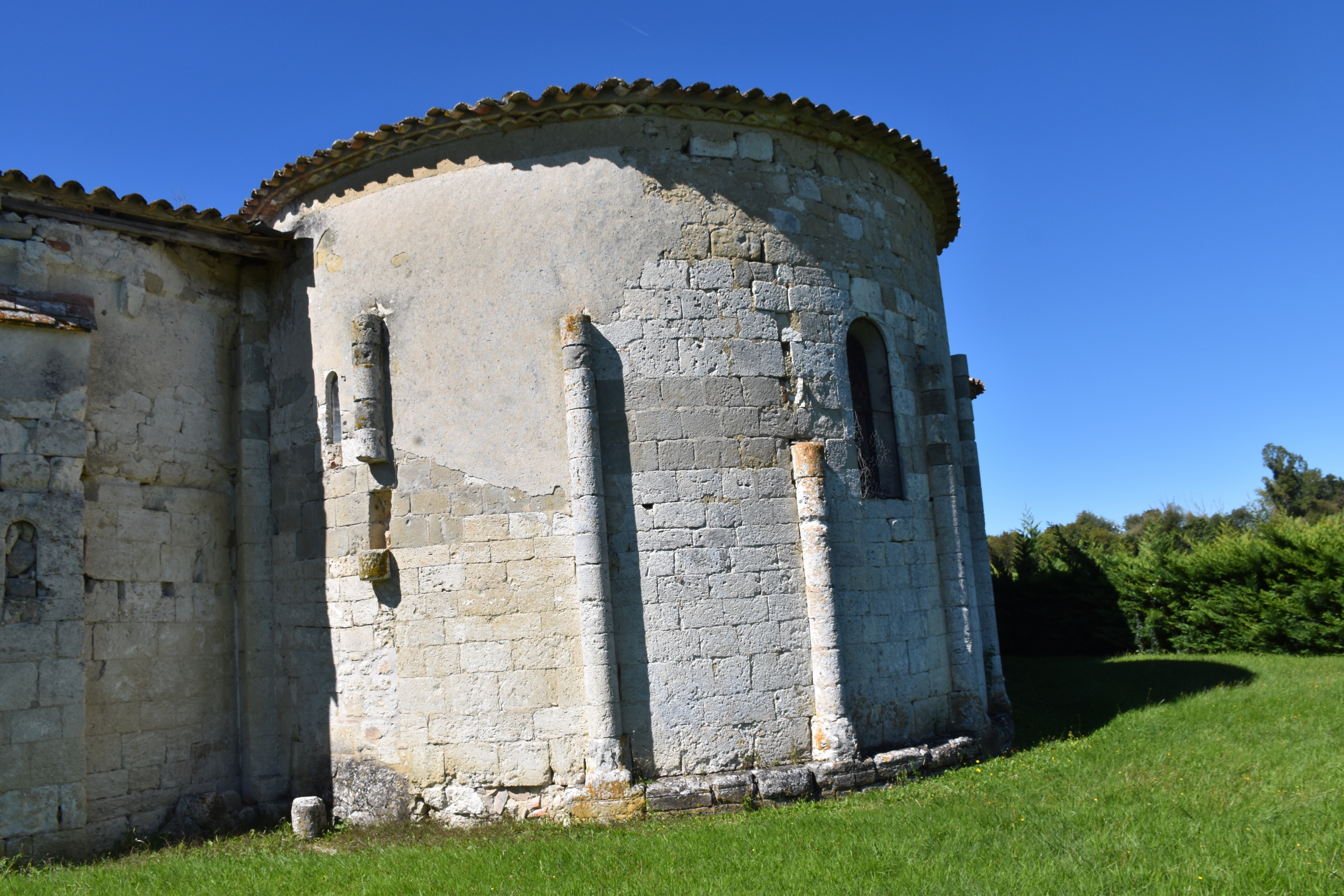
Le chevet.
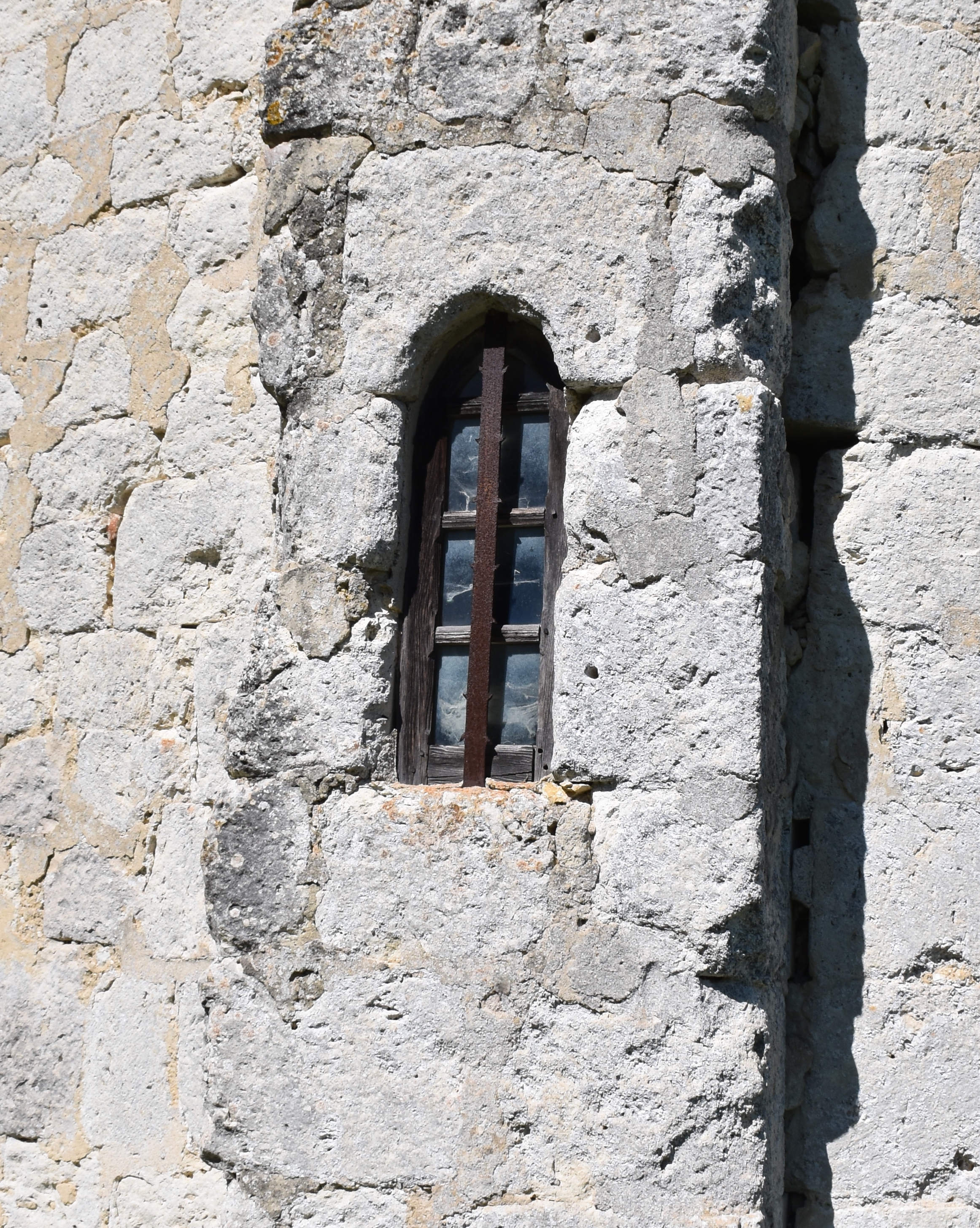
Petite baie romane.
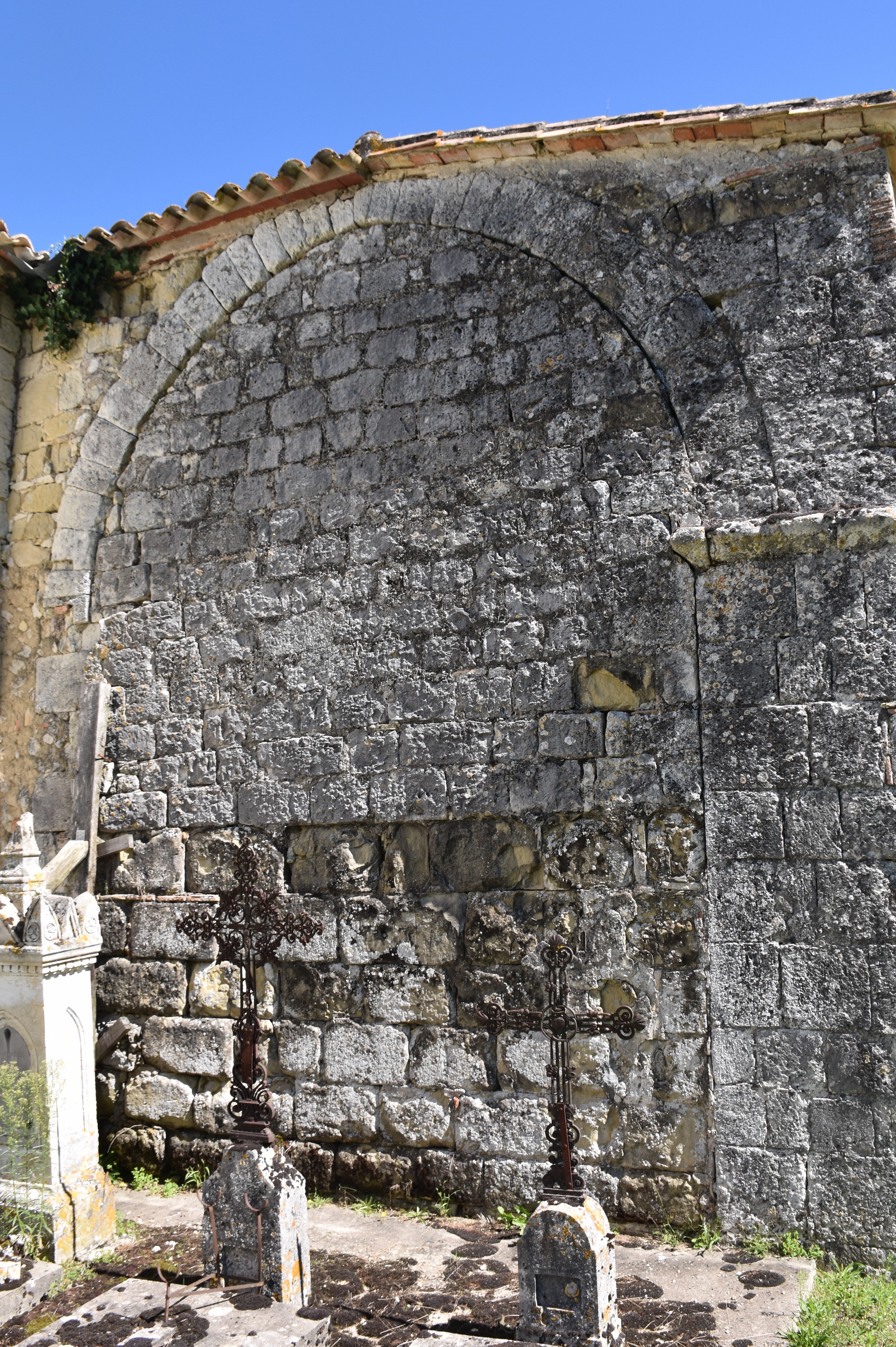
Traces de remaniement sur l'absidiole sud.

## Le mystère de Queyssel
À l'intérieur de l'église, on voit sur l'autel la sculpture d'une croix renversée.
Deux explications ont été données à la présence de cette représentation :
- un symbole de rites sataniques qui auraient eu lieu dans l'église où l'autel aurait servi à des sacrifices ;
- une représentation de la croix sur laquelle saint Pierre aurait subi son martyre.